# Vietnám az 1988. évi nyári olimpiai játékokon
Vietnám a dél-koreai Szöulban megrendezett 1988. évi nyári olimpiai játékok egyik részt vevő nemzete volt. Az országot az olimpián 6 sportágban 9 sportoló képviselte, akik érmet nem szereztek.

## Atlétika
Férfi
| Versenyző         | Versenyszám | Előfutam | Előfutam | Előfutam | Negyeddöntő | Negyeddöntő | Negyeddöntő | Elődöntő | Elődöntő | Elődöntő | Döntő   | Döntő    |
| Versenyző         | Versenyszám | Idő      | Hely.    | Össz.    | Idő         | Hely.       | Össz.       | Idő      | Hely.    | Össz.    | Idő     | Helyezés |
| ----------------- | ----------- | -------- | -------- | -------- | ----------- | ----------- | ----------- | -------- | -------- | -------- | ------- | -------- |
| Nguyễn Ðình Minh  | 100 m       | 11,09    | 7.       | 87.      | kiesett     | kiesett     | kiesett     | kiesett  | kiesett  | kiesett  | kiesett | kiesett  |
| Nguyễn Ðình Minh  | 200 m       | 22,65    | 8.       | 67.      | kiesett     | kiesett     | kiesett     | kiesett  | kiesett  | kiesett  | kiesett | kiesett  |
| Nguyễn Văn Thuyết | Maraton     |          |          |          |             |             |             |          |          |          | 3:10:57 | 97.      |

## Birkózás
Szabadfogású
| Versenyző        | Versenyszám | Vigaszágas kiesés                                                                                               | Vigaszágas kiesés | Helyosztók        | Helyosztók        | Bronz- mérkőzés   | Döntő             | Helyezés    |
| Versenyző        | Versenyszám | Vigaszágas kiesés                                                                                               | Vigaszágas kiesés | 7. helyért        | 5. helyért        | Bronz- mérkőzés   | Döntő             | Helyezés    |
| Versenyző        | Versenyszám | Ellenfél Eredmény                                                                                               | Hely.             | Ellenfél Eredmény | Ellenfél Eredmény | Ellenfél Eredmény | Ellenfél Eredmény | Helyezés    |
| ---------------- | ----------- | --- | ----------------- | ----------------- | ----------------- | ----------------- | ----------------- | ----------- |
| Nguyễn Kim Hương | 52 kg       | B csoport · Kuldeep Singh (IND) · 3–18 · Florentino Tirante (PHI) · kétvállas · Bíró László (HUN) · passzivitás | 8.                | kiesett           | kiesett           | kiesett           | kiesett           | helyezetlen |

## Kerékpározás

### Országúti kerékpározás
Férfi
| Versenyző  | Versenyszám   | Idő           | Helyezés      |
| ---------- | ------------- | ------------- | ------------- |
| Huỳnh Châu | Mezőnyverseny | nem ért célba | nem ért célba |

## Ökölvívás
| Versenyző      | Versenyszám | Selejtező                    | 32-es főtábla                 | Nyolcaddöntő                 | Negyeddöntő       | Elődöntő          | Döntő             | Helyezés |
| Versenyző      | Versenyszám | Ellenfél Eredmény            | Ellenfél Eredmény             | Ellenfél Eredmény            | Ellenfél Eredmény | Ellenfél Eredmény | Ellenfél Eredmény | Helyezés |
| -------------- | ----------- | ---------------------------- | ----------------------------- | ---------------------------- | ----------------- | ----------------- | ----------------- | -------- |
| Ðặng Hiếu Hiền | Papírsúly   | erőnyerő                     | Antonio Caballero (ESP) · RSC | Michael Carbajal (USA) · RSC | kiesett           | kiesett           | kiesett           | 9.       |
| Đỗ Tiến Tuấn   | Váltósúly   | Abdellah Taouane (MAR) · 0:5 | kiesett                       | kiesett                      | kiesett           | kiesett           | kiesett           | 33.      |

RSC – a mérkőzésvezető megállította a mérkőzést

## Sportlövészet
Férfi
| Versenyző         | Versenyszám          | Selejtező | Selejtező | Döntő   | Döntő    |
| Versenyző         | Versenyszám          | Pont      | Helyezés  | Pont    | Helyezés |
| ----------------- | -------------------- | --------- | --------- | ------- | -------- |
| Nguyễn Quốc Cường | Gyorstüzelő pisztoly | 590       | 13.       | kiesett | kiesett  |

## Úszás
Férfi
| Versenyző      | Versenyszám | Előfutam | Előfutam | Előfutam | Döntő   | Döntő   | Döntő   | Helyezés |
| Versenyző      | Versenyszám | Idő      | Hely.    | Össz.    | Típus   | Idő     | Hely.   | Helyezés |
| -------------- | ----------- | -------- | -------- | -------- | ------- | ------- | ------- | -------- |
| Quách Hoài Nam | 100 m mell  | 1:10,90  | 6.       | 54.      | kiesett | kiesett | kiesett | kiesett  |
| Quách Hoài Nam | 200 m mell  | 2:39,69  | 4.       | 50.      | kiesett | kiesett | kiesett | kiesett  |

Női
| Versenyző        | Versenyszám    | Előfutam | Előfutam | Előfutam | Döntő   | Döntő   | Döntő   | Helyezés |
| Versenyző        | Versenyszám    | Idő      | Hely.    | Össz.    | Típus   | Idő     | Hely.   | Helyezés |
| ---------------- | -------------- | -------- | -------- | -------- | ------- | ------- | ------- | -------- |
| Nguyễn Kiều Oanh | 100 m pillangó | 1:07,96  | 2.       | 34.      | kiesett | kiesett | kiesett | kiesett  |
| Nguyễn Kiều Oanh | 200 m pillangó | 2:33,07  | 5.       | 27.      | kiesett | kiesett | kiesett | kiesett  |